# Stugusjön, Medelpad
Stugusjön är en sjö i Ånge kommun i Medelpad och ingår i Ljungans huvudavrinningsområde. Sjön har en area på 0,392 kvadratkilometer och ligger 405 meter över havet. Sjön avvattnas av vattendraget Länsterån.

## Delavrinningsområde
Stugusjön ingår i det delavrinningsområde (694135-145620) som SMHI kallar för Utloppet av Stugusjön. Medelhöjden är 447 meter över havet och ytan är 5,38 kvadratkilometer. Räknas de 4 avrinningsområdena uppströms in blir den ackumulerade arean 23,59 kvadratkilometer. Länsterån som avvattnar avrinningsområdet har biflödesordning 2, vilket innebär att vattnet flödar genom totalt 2 vattendrag innan det når havet efter 182 kilometer. Avrinningsområdet består mestadels av skog (76 procent) och sankmarker (15 procent). Avrinningsområdet har 0,39 kvadratkilometer vattenytor vilket ger det en sjöprocent på 7,3 procent.